# 2Pac’s Greatest Hits
2Pac’s Greatest Hits – kompilacja nagrań amerykańskiego rapera 2Paca. Album został wydany w 1998 roku, już po śmierci rapera. Album uzyskał status diamentu.

## Lista utworów
| Płyta 1 | Płyta 1                                        | Płyta 1                               | Płyta 1 |
| Nr      | Tytuł utworu                                   | Album                                 | Długość |
| ------- | ---------------------------------------------- | ------------------------------------- | ------- |
| 1.      | „Keep Ya Head Up” (gość. Dave Hollister)       | Strictly 4 My N.I.G.G.A.Z...          | 4:22    |
| 2.      | „2 of Amerikaz Most Wanted” (gość. Snoop Dogg) | All Eyez on Me                        | 4:07    |
| 3.      | „Temptations”                                  | Me Against the World                  | 5:00    |
| 4.      | „God Bless the Dead”                           | Wcześniej niewydany                   | 3:44    |
| 5.      | „Hail Mary” (gość. Outlawz & Prince Ital Joe)  | The Don Killuminati: The 7 Day Theory | 5:12    |
| 6.      | „Me Against the World” (gość. Dramacydal)      | Me Against the World                  | 4:39    |
| 7.      | „How Do U Want It” (gość. K-Ci & JoJo)         | All Eyez on Me                        | 4:48    |
| 8.      | „So Many Tears”                                | Me Against the World                  | 3:59    |
| 9.      | „Unconditional Love”                           | Wcześniej niewydany                   | 3:59    |
| 10.     | „Trapped” (gość. Shock G)                      | 2Pacalypse Now                        | 4:44    |
| 11.     | „Life Goes On”                                 | All Eyez on Me                        | 5:01    |
| 12.     | „Hit ’Em Up” (gość. Outlawz)                   | Strona B utworu How Do U Want It      | 5:12    |
|         |                                                |                                       | 54:47   |

| Płyta 2 | Płyta 2                                                                                   | Płyta 2                               | Płyta 2 |
| Nr      | Tytuł utworu                                                                              | Album                                 | Długość |
| ------- | ----------------------------------------------------------------------------------------- | ------------------------------------- | ------- |
| 1.      | „Troublesome '96”                                                                         | Wcześniej niewydany                   | 4:36    |
| 2.      | „Brenda’s Got a Baby”                                                                     | 2Pacalypse Now                        | 3:53    |
| 3.      | „I Ain’t Mad at Cha” (gość. Danny Boy)                                                    | All Eyez on Me                        | 4:53    |
| 4.      | „I Get Around” (gość. Digital Underground)                                                | Strictly 4 My N.I.G.G.A.Z...          | 4:19    |
| 5.      | „Changes” (gość. Talent)                                                                  | Wcześniej niewydany                   | 4:29    |
| 6.      | „California Love” (gość. Dr. Dre & Roger Troutman)                                        | Strona A utworu How Do U Want It      | 4:45    |
| 7.      | „Picture Me Rollin” (gość. Danny Boy, CPO & Big Syke)                                     | All Eyez on Me                        | 5:14    |
| 8.      | „How Long Will They Mourn Me?” (Thug Life, gość. Nate Dogg)                               | Thug Life: Volume 1                   | 3:52    |
| 9.      | „Toss It Up” (gość. K-Ci & JoJo, Danny Boy oraz Aaron Hall)                               | The Don Killuminati: The 7 Day Theory | 4:42    |
| 10.     | „Dear Mama”                                                                               | Me Against the World                  | 4:40    |
| 11.     | „All Bout U” (gość. Nate Dogg, Snoop Dogg, Hussein Fatal, Yaki Kadafi & Dru Down (remix)) | All Eyez on Me                        | 4:36    |
| 12.     | „To Live & Die in L.A.” (gość. Val Young)                                                 | The Don Killuminati: The 7 Day Theory | 4:32    |
| 13.     | „Heartz of Men”                                                                           | All Eyez on Me                        | 4:43    |
|         |                                                                                           |                                       | 59:14   |

## Single z albumu
| Informacje o singlu                                     |
| ------------------------------------------------------- |
| „Unconditional Love” - Data wydania: 1998 - B-side: N/A |
| „Changes” - Data wydania: 1998 - B-side: N/A            |

## Certyfikaty i sprzedaż
| Kraj                      | Certyfikat         | Sprzedaż    |
| ------------------------- | ------------------ | ----------- |
| Australia (ARIA)          | 2× platynowa płyta | 140 000+    |
| Belgia (BEA)              | złota płyta        | 25 000+     |
| Dania (IFPI Danmark)      | 2× platynowa płyta | 40 000+     |
| Francja (SNEP)            | złota płyta        | 100 000+    |
| Holandia (NVPI)           | platynowa płyta    | 100 000+    |
| Kanada (MC)               | platynowa płyta    | 100 000+    |
| Niemcy (BVMI)             | złota płyta        | 250 000+    |
| Nowa Zelandia (RMNZ)      | platynowa płyta    | 15 000+     |
| Polska (ZPAV)             | złota płyta        | 50 000+     |
| Stany Zjednoczone (RIAA)  | diamentowa płyta   | 10 000 000+ |
| Szwajcaria (IFPI Schweiz) | złota płyta        | 25 000+     |
| Wielka Brytania (BPI)     | 3× platynowa płyta | 900 000+    |